# Mrtvačevi prsti
Mrtvačevi prsti  (Xylaria polymorpha), vrsta neotrovne gljive iz koljena mješinarki koja obično raste u bukovim šumama u blizini drveća koje se raspada i u blizini panjeva. Ime je dobila zbog neobičnog izgleda jer podsjeća na prste mrtvaca koji vire iz zemlje. Izvana je isprva sivosmeđe a u kasnijem stadiju crne boje ali je meso u njoj iznenađujuće bijelo. Naraste do 8 centimetara.
Mrtvačevi prsti nisu jestive gljive zbog drvenaste konzistencije mesa. njezino prisustvo zabilježeno je u Europi (Austrija, Češka, Velika Britanija, Poljska, Njemačka, Rumunjska, Sjeverna Irska, Hrvatska), Aziji (Himachal Pradesh, Zapadni Bengal, Anhui, Pakistan, Filipini), Australiji (Queensland), Sjevernoj Americi (Colorado, Jamajka), Africi (Malavi, Sijera Leone, Uganda), Oceaniji (Fidži, Nova Kaledonija, Vanuatu)

## Vanjske poveznice
|  | Zajednički poslužitelj ima još gradiva o temi Xylaria polymorpha |
|  | Wikivrste imaju podatke o taksonu Xylaria polymorpha             |